# Der Vampyr (Polidori)

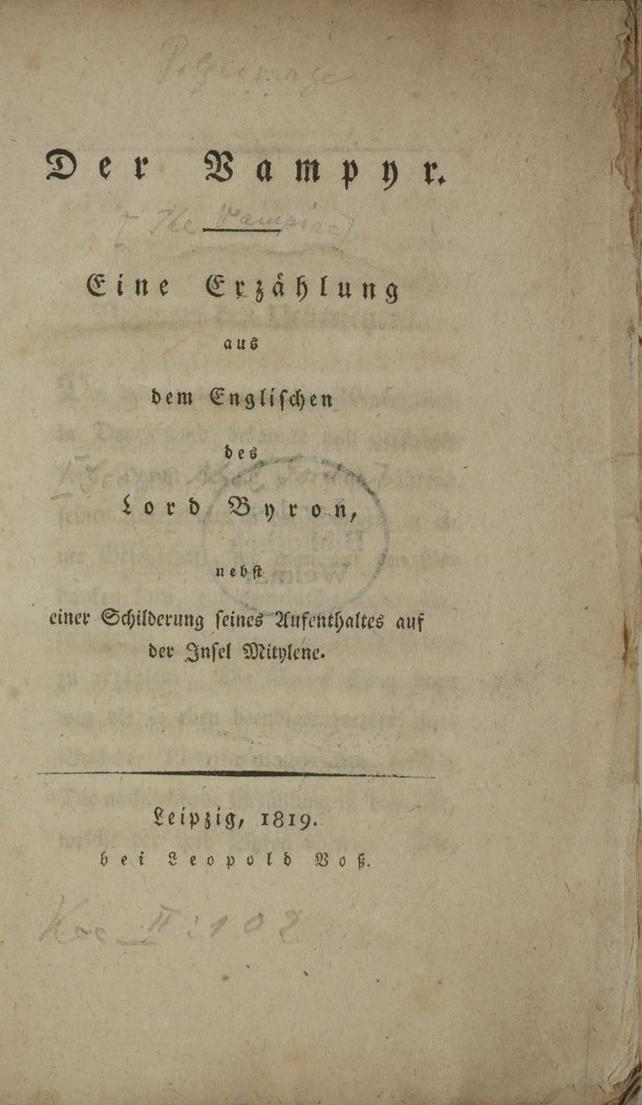
Der Vampyr, deutsche Erstübersetzung, Verlag Leopold Voß, Leipzig 1819, noch mit der falschen Untertitelung von Lord Byron als Autor

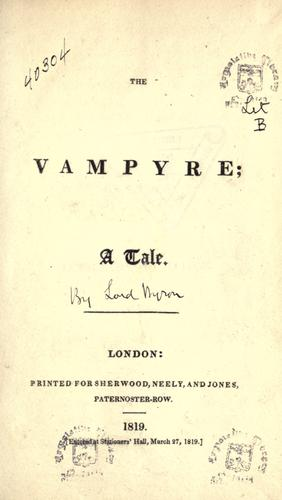
Erste englische Buchausgabe, Sherwood, Neely, and Jones in London, Paternoster-Row, 1819

Der Vampyr (englischer Originaltitel: The Vampyre) ist eine 1816 entstandene Kurzgeschichte des englischen Schriftstellers John Polidori. Mit dieser Geschichte schuf Polidori die erste Vampirerzählung der Weltliteratur und begründete gleichsam mit der Hauptfigur des Lord Ruthven den Typus des modernen Vampirs.

## Inhalt
Aubrey, ein junger Engländer, begegnet in der Londoner Gesellschaft Lord Ruthven, einem mysteriösen Edelmann, der zunächst als ein perfekter Gentleman mit besten Manieren und äußerstem Zartgefühl erscheint. Aubrey umwirbt den Lord und begleitet ihn schließlich nach Rom. Seine Vormünder teilen ihm brieflich mit, dass der Lord einen höchst zweifelhaften Charakter offenbart hat, was auch im Nachhinein in London zutage getreten ist. Deshalb bitten sie ihn, Lord Ruthven zu verlassen. Von Rom aus reist Aubrey alleine weiter, nachdem er glaubt, verhindert zu haben, dass Ruthven die Tochter eines gemeinsamen Bekannten verführt.
Aubrey reist nach Griechenland, wo er die Antike studiert und sich in Ianthe, die Tochter eines Gastwirtes, verliebt. Ianthe erzählt Aubrey über Legenden von Vampiren und ist verzweifelt, als sie von Aubrey belächelt wird, denn gemäß der Legende seien es vor allem die Zweifler an Vampiren, die auf grausame Weise eines Besseren belehrt würden. Kurz danach wird Ianthe von einem Vampir getötet, Aubrey erkrankt aus Schuldgefühl schwer, wird aber durch den plötzlich auftauchenden Lord Ruthven wieder aus seiner Lethargie gerissen. Aubrey verbindet Ruthven nicht mit dem Mord, verdrängt seine Antipathien gegen ihn und begleitet den Lord wieder auf seinen Reisen, auf denen Ruthvens vormals übler Charakter wie umgewandelt scheint.
Die beiden werden einige Zeit darauf im Wald von Banditen angegriffen, und Ruthven wird tödlich verwundet. Bevor er stirbt, lässt der Lord Aubrey einen Eid schwören, dass er ein Jahr und einen Tag lang weder dessen Tod noch irgendetwas anderes über ihn erwähnen und auch nicht erzählen wird, dass er den Lord kannte. Auf Ruthvens Geheiß legt Aubrey dessen Leiche im Wald in das Mondlicht, wo sie am Morgen nicht mehr auffindbar ist. Auf der Heimreise erfährt er, dass die junge Frau, die Ruthven in Rom verführen wollte, gleich nach seiner Abreise spurlos verschwunden ist.
Als Aubrey wieder nach London zurückkehrt, berichtet ihm seine geliebte Schwester, dass sie den Earl von Marsden ehelichen wolle; Aubrey ist zunächst gerührt, muss aber nach kurzer Zeit feststellen, dass der Earl von Marsden niemand anderer ist als Lord Ruthven, dem dieser Titel angeblich kürzlich zugefallen sei. Ruthvens frühere Eskapaden scheinen von der Gesellschaft vergessen worden zu sein. Aubrey ist entsetzt, den Totgeglaubten zu sehen, und will die Ehe verbieten, aber der Lord erinnert Aubrey an dessen Eid, Ruthvens Tod geheim zu halten. Aubrey erleidet erneut einen Nervenzusammenbruch, aufgrund dessen man ihn für unzurechnungsfähig hält. Als Ruthven und Aubreys Schwester an jenem Tag, an dem der Eid endet, heiraten wollen, schreibt Aubrey seiner Schwester einen Brief, der die Geschichte des Lords preisgibt. Der Brief wird aber an Aubreys Arzt übergeben. Daraufhin verrät Aubrey den Vormündern das Geheimnis und stirbt. Die Vormünder schaffen es nicht rechtzeitig, Aubreys Schwester vor Antritt ihrer Hochzeitsreise zum Ort von Ruthvens angeblichem neuen diplomatischen Posten zu warnen. Sie erfahren, dass Aubreys Schwester und Ruthven dort, wo man von Lord Ruthven bzw. dem Earl von Marsden und seinem angeblichen Posten nichts weiß, niemals ankommen; die beiden bleiben für immer verschollen, womit sich die Prophezeiung von Ianthes Legende erfüllt.

## Entstehung

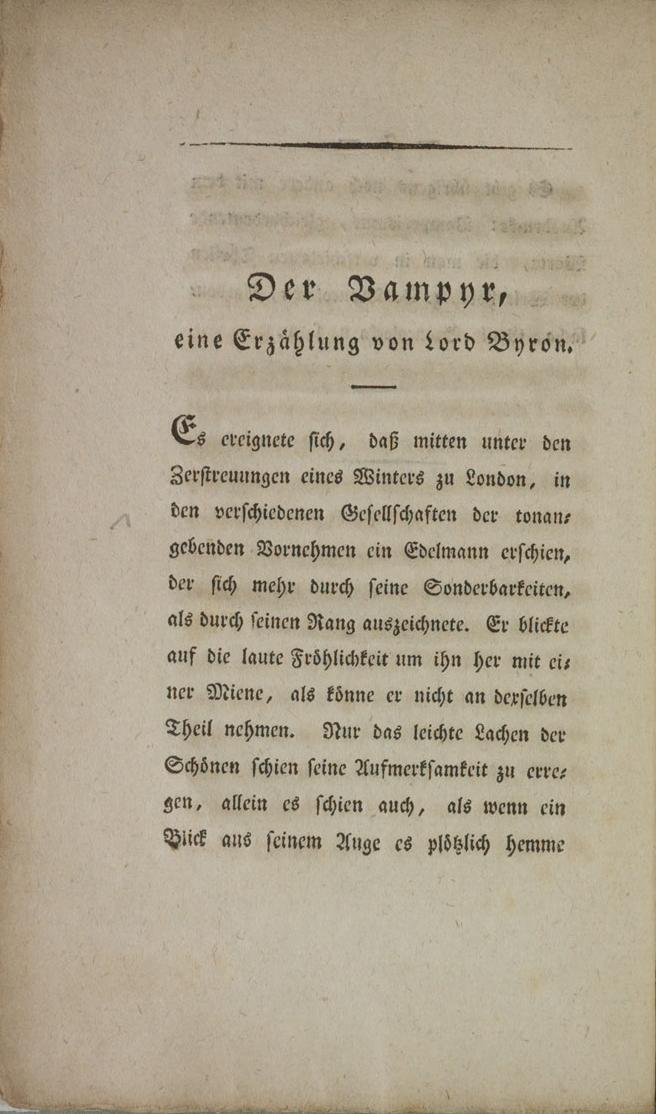
Die falsche Untertitelung am Anfang der Erzählung der deutschen Ausgabe

1816, im Jahr ohne Sommer, entstand in der Villa Diodati am Genfersee aus einem dichterischen Wettstreit mit Lord Byron sowie Mary Shelley und Percy Bysshe Shelley Polidoris Erzählung The Vampyre. Aus Mary Shelleys Feder entsprang der Roman Frankenstein oder Der moderne Prometheus, während Percy Shelleys Geistergeschichte nicht niedergeschrieben wurde.
Lord Byron verfasste einen kurzen, achtseitigen Entwurf, den er im Juni 1819 unter dem Titel Fragment zusammen mit seinem erzählenden Gedicht Mazeppa veröffentlichte.
John Polidori nannte sein Werk Der Vampyr, es wurde erst später von ihm beendet. Er entnahm dabei Byrons Fragment wesentliche Anregungen, schuf aber eine eigenständige Erzählung, in der er den Titelhelden seiner Geschichte, Lord Ruthven, mit Byron-ähnlichen Zügen ausstattete. Stephen King schrieb in seinem Danse Macabre dazu, dass es sich wahrscheinlich um einen „Hauch von Plagiat“ handelte und dass Byron und Polidori „kurz nach der Episode am Genfer See heftig miteinander stritten und dass ihre Freundschaft [darüber] endete.“
Der Vampyr wurde am 1. April 1819 vom Verlag Colburn in der Zeitschrift The New Monthly Magazine ohne Polidoris Erlaubnis veröffentlicht. Die Geschichte wurde falsch untertitelt und als A Tale by Lord Byron („Eine Erzählung von Lord Byron“) bezeichnet.
Matthew Beresford hat die verwirrenden Umstände und Ereignisse um die Veröffentlichung unter Byrons Namen genauer untersucht. Ihm zufolge weiß niemand wirklich, wie Colburn in den Besitz des Manuskripts gekommen ist. Es besteht aber eine gewisse Wahrscheinlichkeit, dass Colburn wusste, dass Polidori der Autor war, Colburn aber annahm, dass sich die Erzählung unter dem Namen Byrons besser verkaufen würde.
Bereits am 2. April schrieb Polidori einen Brief an Colburn, in dem er darauf hinwies, dass er selbst und nicht Byron der Autor sei.
Byron, der zu der Zeit in Italien lebte, distanzierte sich am 24. April in einem öffentlichen Brief an die in Paris erscheinende, englischsprachige Zeitung Galignani’s Messenger von der Autorenschaft. Schon bald wurde dieser Brief auch in England veröffentlicht.
Zu den Wirren um die Autorenschaft könnte auch der Name der Hauptfigur Lord Ruthven beigetragen haben, weil dieser Name  ursprünglich in Caroline Lambs Roman Glenarvon Verwendung gefunden hatte, der vom selben Herausgeber mit einer Zeichnung von Lord Byron veröffentlicht worden war. Lambs Werke wurden damals anonym herausgebracht. Erst in der zweiten Auflage der Erzählung in Buchform wurde Polidori als Autor angegeben.
Goethe, in Unkenntnis der wahren Verhältnisse, bezeichnete das Werk als „bestes Produkt“ Byrons.

## Wirkung
Die Geschichte war ein großer Erfolg, weil sie unter Byrons Namen veröffentlicht wurde und eine typische Gothic novel war, die den damaligen Zeitgeschmack der schwarzen Romantik traf. Vampirdarstellungen waren zwar schon früher bekannt, wie in Gedichten von Heinrich August Ossenfelder (Mein liebes Mädchen glaubet, 1748), in Bürgers Lenore (1774), Goethes Die Braut von Korinth (1798)  oder Hymnen an die Nacht von Novalis (1800), in denen Vampire aber eher geisterhaft in Erscheinung treten. 1797 wird nur als Randerscheinung in Thalaba the Destroyer von Robert Southey ein Vampir beschrieben. Samuel Taylor Coleridge stellt in seiner Erzählung Christabel von 1797/1800 den Vampir weiblich dar und Ignaz Ferdinand Arnolds Roman Der Vampir aus dem Jahr 1801 ist nicht mehr erhalten. Auch in einer Passage von Byrons epischem Gedicht The Giaour (1813) wird lediglich die traditionelle volkstümliche Vorstellung von Vampiren bedient. Vor Der Vampyr waren deshalb in den Erzählungen des Volksglaubens meist Vampire vorherrschend, die einen wilden, animalischen Charakter hatten. Im Gegensatz dazu stattete Polidori seinen Vampir zum ersten Mal mit aristokratischen und vornehmen Zügen aus und erstellte den Archetypus des Byronic Heros.
Polidoris Werk beeinflusste die zeitgenössische Literatur und es erschienen mehrere Ausgaben und Übersetzungen von Der Vampyr. 1820 erschien Lord Ruthwen ou les Vampires, eine nicht autorisierte Fortsetzung von Cyprien Bérard, die fälschlich Charles Nodier zugeschrieben wurde. Nodier verfasste 1820 selbst wiederum Le Vampire, ein Bühnenmelodram, das im Gegensatz zu Polidoris Vorlage in Schottland spielt. Der englische Melodramatiker James Planché adaptierte 1820 das Stück und führte es unter dem Titel The Vampire; or, the Bride of the Isles im damaligen Lyzeum auf. 1822 erschien das deutsche Schauspiel Der Vampyr oder die Todten-Braut von Heinrich Ludwig Ritter. Der Erfolg führte schließlich zu Opernadaptionen von Heinrich Marschner (Der Vampyr, 1828), sowie von Peter Joseph von Lindpaintner und Cäsar Max Heigel (Der Vampyr, 1828). 1851 brachte Alexandre Dumas das Bühnenstück dann unter dem Titel Le Vampire heraus. Die Figur des Lord Ruthven wurde auch 1852 in Dion Boucicaults Melodram The Vampire: A Phantasm und später von weiteren Autoren in ihren Werken verwendet.
Das Thema des vornehmen Vampirs in Polidoris Erzählung beeinflusste das ganze nachfolgende Vampirgenre. Edgar Allan Poe (Berenice, 1835), Alexei Konstantinowitsch Tolstoi (Die Familie des Wurdalak, 1840; Der Vampir, 1841), Joseph Sheridan Le Fanu (Carmilla, 1872) und schließlich Bram Stoker (Dracula, 1897) schrieben ebenfalls Vampirgeschichten, deren Vampire der Aristokratie entstammten und nicht mehr die wilden Bestien des Volksglaubens waren.
Die Begebenheiten um die Entstehung von Der Vampyr und Frankenstein wurden 1986 in Ken Russells Film Gothic thematisiert.

## Ausgaben
- enthalten in: Herbert Greiner-Mai, Hg., Der Vampir. Gespenstergeschichten aus aller Welt. Verlag Das Neue Berlin, 1981 u. ö.,
- enthalten in: dsb. Hg. und Vorwort, Die Nebeldroschke. Deutschsprachige Gespenstergeschichten. Band 1. Nymphenburger, München 1983 u. ö. ISBN 3-485-00451-0, ISBN 3-485-00450-2 (auch: Verlag Das Neue Berlin, ISBN 3-360-00012-9) S. 12 ff.
- John Polidori: Der Vampyr. Eine Erzählung. Edition Scaneg, München 1991, ISBN 3-89235-509-6
- John William Polidori: Der Vampyr. Eine Erzählung. JMB-Verlag Jens Bolm, Hannover 2010, ISBN 978-3-940970-80-0
- John William Polidori: Der Vampyr. Eine Erzählung. 2. Pressendruck des Logbuch Verlages, Bremen 2014, ISBN 978-3-00047-674-7